# Tirent-Pontéjac
Tirent-Pontéjac (gaskognisch: Tirent e Pontejac) ist eine französische Gemeinde mit 81 Einwohnern (Stand 1. Januar 2022) im Département Gers in der Region Okzitanien (bis 2015 Midi-Pyrénées); sie gehört zum Arrondissement Auch und zum Gemeindeverband Coteaux Arrats Gimone. Die Bewohner nennen sich Tirentains/Tirentaines.

## Geografie
Tirent-Pontéjac liegt rund 20 Kilometer südöstlich von Auch im Südosten des Départements Gers. Die Gemeinde besteht aus Weilern, zahlreichen Streusiedlungen und Einzelgehöften. Der Fluss Gimone bildet teilweise die westliche Gemeindegrenze.
Nachbargemeinden sind Bédéchan im Norden, Aurimont im Nordosten, Polastron im Osten, Saint-Martin-Gimois im Südosten, Saramon im Süden und Südwesten sowie Boulaur im Westen.

## Bevölkerungsentwicklung
| Jahr                                                                                 | 1793 | 1821 | 1911 | 1911 | 1962 | 1968 | 1975 | 1982 | 1990 | 1999 | 2006 | 2011 | 2016 |
| Einwohner                                                                            | 298  | 345  | 194  | 159  | 119  | 108  | 104  | 105  | 84   | 70   | 84   | 83   | 86   |
| heutiges Gemeindegebiet Quellen: Cassini, Tirent-PontéjacCassini, Pontéjac und INSEE |      |      |      |      |      |      |      |      |      |      |      |      |      |

## Sehenswürdigkeiten
- Kirche Saint-Étienne in Pontéjac
- Kirche Saint-André in Tirent